# Cuteでいこう
『CUTEでいこう』（きゅーとでいこう）は、miyukiのミニアルバム。

## 収録曲
1. ふってもいいよ
  - 作詞：miyuki・雄鹿美子、作曲：miyuki、編曲：岩崎琢
2. ほんとうの嘘つき
  - 作詞：miyuki・雄鹿美子、作曲：miyuki、編曲：岩崎琢
3. CUTEでいこう
  - 作詞：miyuki・雄鹿美子、作曲：miyuki、編曲：岩崎琢
4. 美人じゃなくても
  - 作詞：miyuki・雄鹿美子、作曲：miyuki、編曲：岩崎琢
5. こんにちは　おやすみなさい
  - 作詞：雄鹿美子、作曲：miyuki、編曲：岩崎琢